# S/2006 S 20
S/2006 S 20 — природний супутник Сатурна. Відкритий Скоттом Шеппардом, Девідом Джуїттом та Дженом Кліна, Едвардом Ештоном, Бреттом Гледменом 23 травня 2023 року на основі спостережень, зроблених між 5 січня 2006 року та 9 липня 2021 року.
S/2006 S 20 має близько 5 кілометрів у діаметрі велика піввісь — 13 193 800 км, орбітальний період — 567,2 земної доби, обертається навколо Сатурна під нахилом 173,1° до площини екліптики, ексцентриситет орбіти — 0,206. S/2006 S 20 належить до скандинавської групи, можливо, є членом підгрупи Феби як S/2006 S 9. S/2006 S 20, ймовірно, є фрагментом, який відколовся від Феби в результаті зіткнення з астероїдом або іншим супутником.